# Vincent Darius

Wappen von Vincent Darius

Vincent Matthew Darius OP (* 6. September 1955 in Crochu, Grenada; † 26. April 2016 in New York City) war ein grenadischer Ordensgeistlicher und römisch-katholischer Bischof von Saint George’s in Grenada.

## Leben
Vincent Darius besuchte die katholische Grundschule seines Heimatdorfes und die Grenada Boys’ Secondary School, ein Gymnasium in St. George’s. Danach unterrichtete er drei Jahre lang an der Grundschule in Pomme Rose bei Crochu. 1978 trat er in den Orden der Dominikaner ein. Er durchlief das Noviziat in Arima, wo Robert Rivas OP sein Novizenmeister war. Anschließend
studierte er Philosophie und Theologie am Priesterseminar St. Augustine in Tunapuna, an der Universidad Central de Bayamón in Bayamón (Puerto Rico) und am Aquinas Institute of Theology in St. Louis. Am 28. Juni 1987 empfing er in der Pfarrkirche seines Heimatdorfes Crochu das Sakrament der Priesterweihe. Er war Pfarrer in St. Paul’s bei St. George’s und in Grand Anse.
Am 10. Juli 2002 ernannte ihn Papst Johannes Paul II. zum Bischof von Saint George’s in Grenada. Er war der erste Bischof von Grenada, der aus Grenada stammte. Der emeritierte Bischof von Saint George’s in Grenada, Sydney Anicetus Charles, spendete ihm am 2. Oktober desselben Jahres die Bischofsweihe; Mitkonsekratoren waren der Erzbischof von Castries, Kelvin Felix, und der Bischof von Nottingham, Malcolm McMahon OP.
Bischof Darius starb im Bellevue Hospital in New York City.